# 板野インターチェンジ
板野インターチェンジ（いたのインターチェンジ）は、徳島県板野郡板野町にある高松自動車道のインターチェンジ。板野町のほか石井町などの最寄りインターチェンジの1つである。
高松方面から徳島市に向かう場合、当ICから徳島県道1号徳島引田線（あいあいロード）を経由して徳島自動車道藍住ICへ乗り継ぐことができる。
高速バス用バス停留所（板野BS）は当IC内ではなく、あいあいロード（当ICから藍住IC方面へ約800m）にある。また、道の駅いたのにも高速バス用停留所が設置されている。

## 道路
- E11 高松自動車道（8番）

直接接続
- 徳島県道229号板野インター線

間接接続
- 徳島県道1号徳島引田線（あいあいロード）

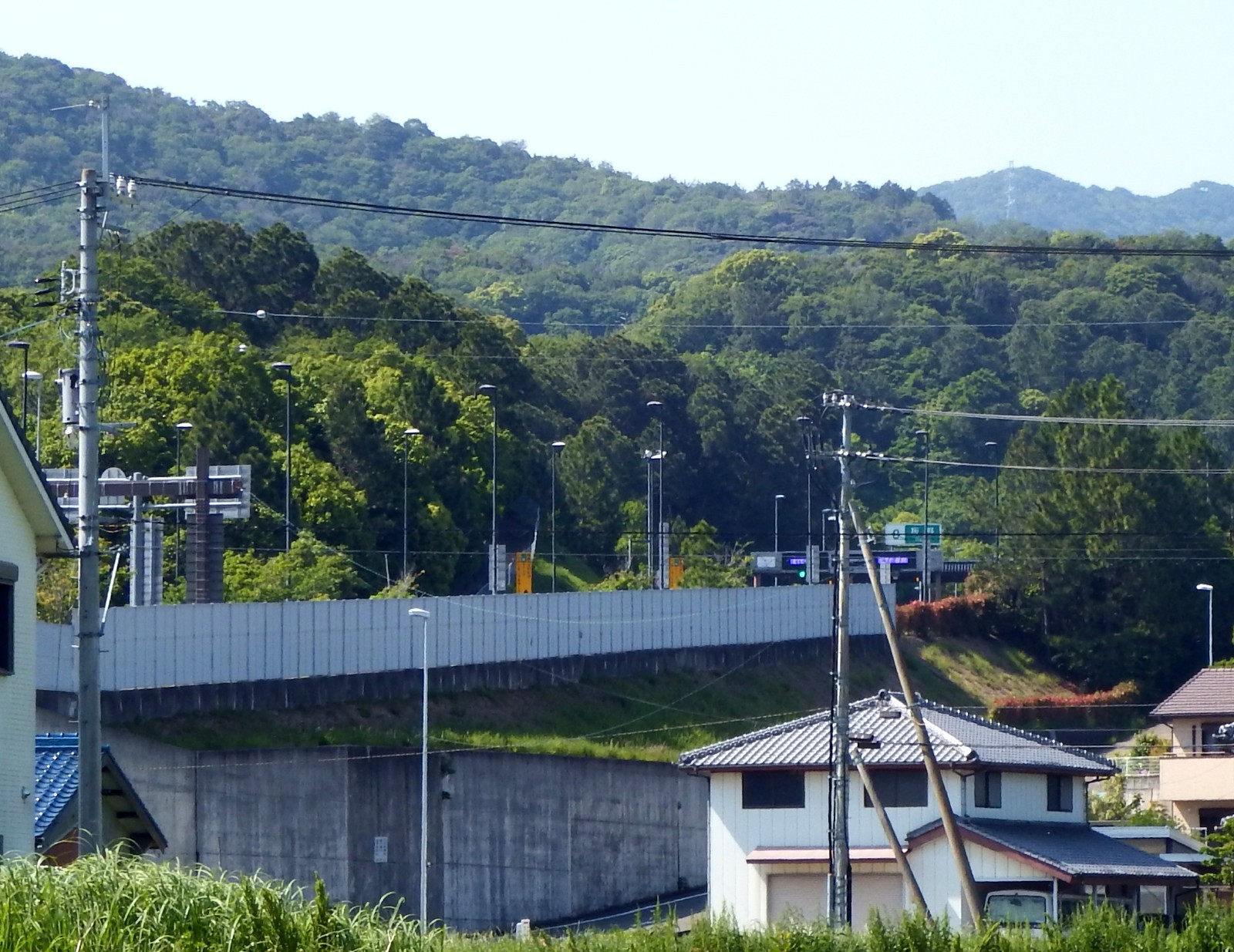
県道12号より

  - 徳島自動車道（藍住インターチェンジ）

- 徳島県道12号鳴門池田線

## 料金所

### 入口
- ブース数:2
  - ETC専用:1
  - 一般・ETC:1

### 出口
- ブース数:4
  - ETC専用:1
  - 一般・ETC:1
  - 一般:2

## 周辺
- 板野町役場
- 大宮神社
- 栖養八幡神社
- 亀山神社
- 白鳥神社
- 四国八十八箇所
  - 3番札所 亀光山金泉寺
  - 2番札所 日照山極楽寺
  - 1番札所 竺和山霊山寺
- あすたむらんど徳島
- 徳島木のおもちゃ美術館
- あせび温泉
- 道の駅いたの（国土交通省の社会実験事業として、高速道路一時退出実験が行われている[2]（ETC2.0搭載車に限定して、当ICで流出し、隣接する道の駅いたのに立ち寄り後、2時間以内に当ICから再流入して順方向に利用の場合、目的地まで高速道路を降りずに利用した場合と同じ料金に調整される。）。

## 隣
E11 高松自動車道
(12)鳴門TB/IC - (7)鳴門JCT - 鳴門西PA - (8)板野IC - (9)引田IC